# Nilópolis
Nilópolis is een Braziliaanse gemeente en stad in de deelstaat Rio de Janeiro en maakt deel uit van de grootstedelijke mesoregio Rio de Janeiro en van de microregio Rio de Janeiro. Het is een deel van de Baixada Fluminense, een reeks dichtbevolkte voorsteden van de stad Rio de Janeiro, met samen 3 miljoen inwoners. Nilópolis telt 158.329 inwoners op 19,2 km². Het ligt op 27,5 km van de stad Rio de Janeiro.
Nilópolis was vroeger een deel van het erfelijk kapiteinschap São Vicente van Martim Afonso de Sousa. De stad werd vernoemd naar Nilo Peçanha, president van 1909 tot 1910. In de eerste decennia van de twintigste eeuw vestigden er zich relatief veel Joodse en Syrisch-Libanese immigranten. De voornaamste bronnen van inkomsten zijn de handel en enige industrie. 
In Nilópolis is de sambaschool Beija Flor gevestigd.

## Aangrenzende gemeenten
De gemeente grenst aan Mesquita, Rio de Janeiro en São João de Meriti.

## Geboren
- Edvaldo Oliveira Chaves, "Pita" (1958), voetballer
- Sérgio Cláudio dos Santos (1971), voetballer

## Galerij

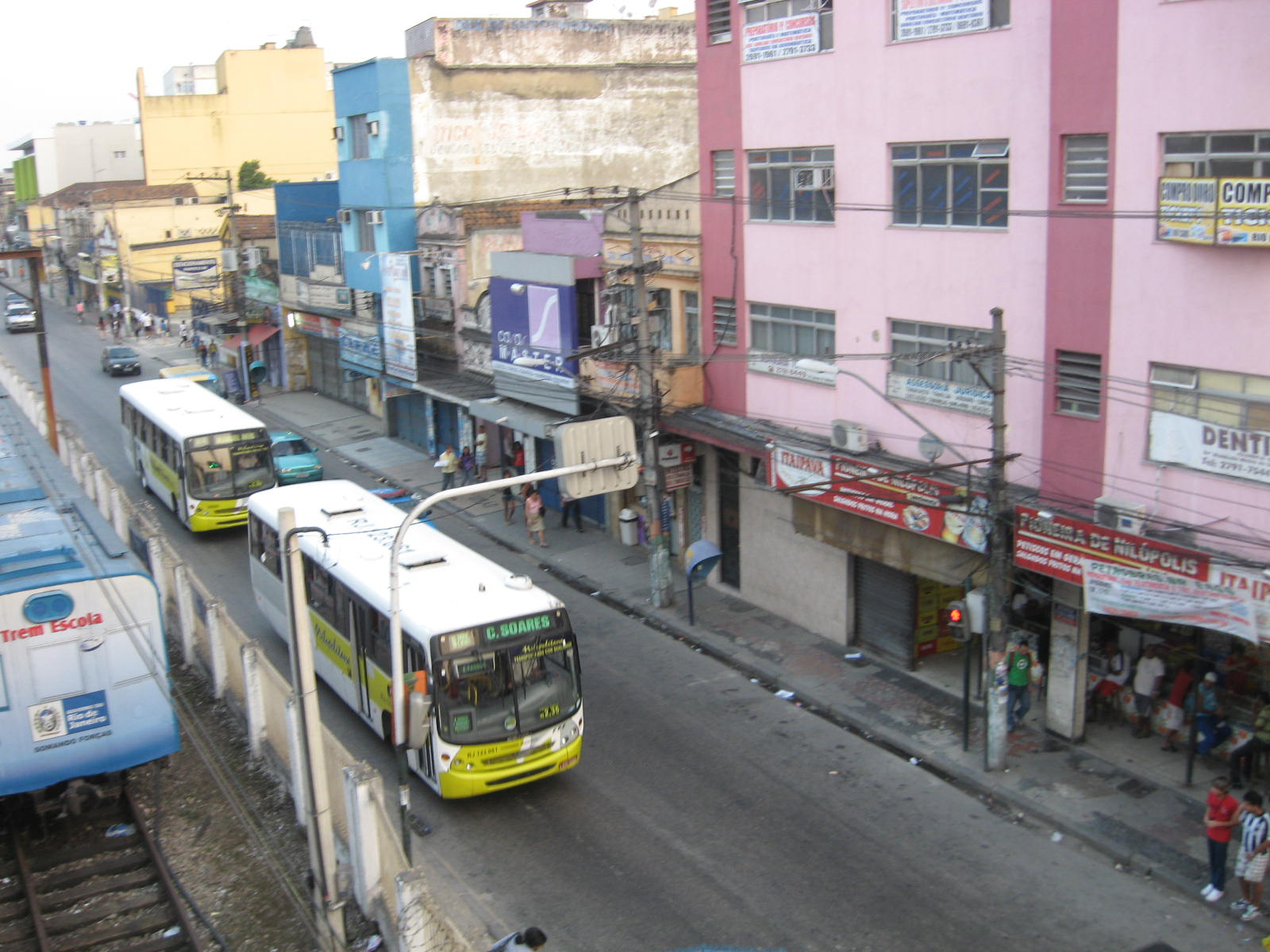
Centrum van Nilópolis
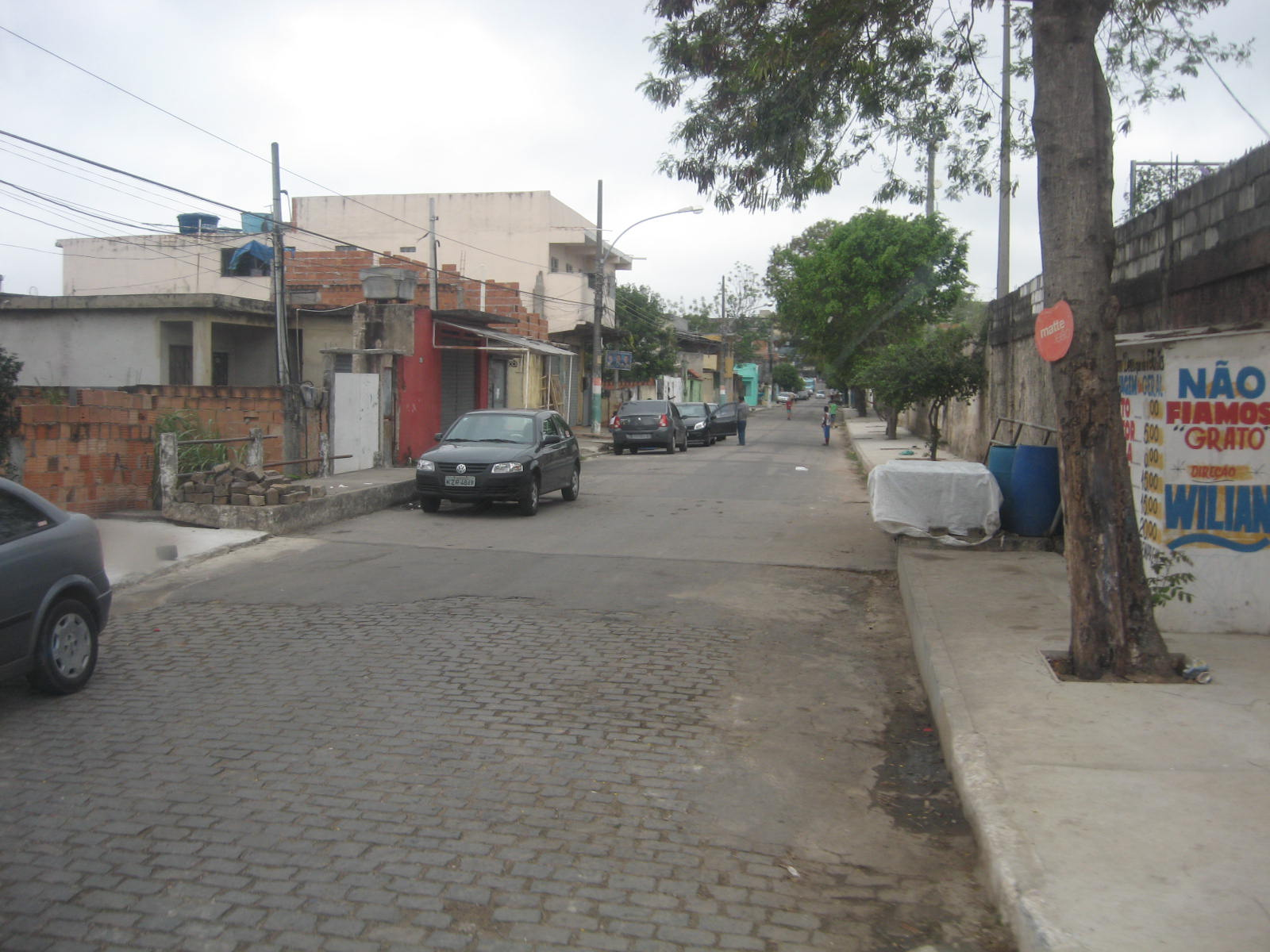
Vila Norma